# 코이트 타워

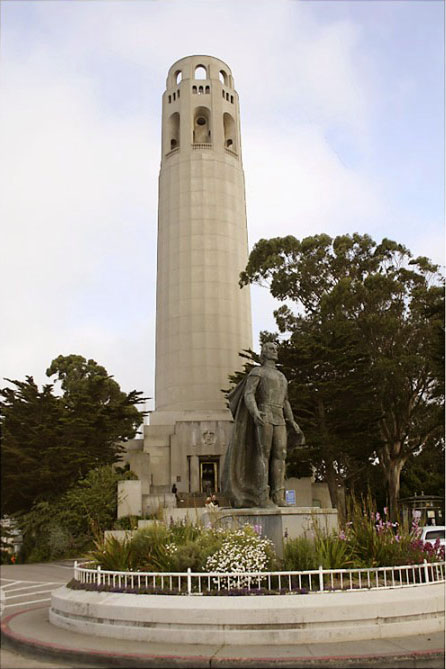
코이트 타워

코이트 타워(Coit Tower)는 미국 캘리포니아주 샌프란시스코 텔레그래프힐 피오니어 공원에 있는 64m의 타워이다. 1933년 지어진 이 타워는 도시 미화를 위해 유산의 3분의 1를 도시에 기부한 리틀 히치콕 코이트를 추모하기 위해 지어졌다. 2008년 1월 29일 미국 국가 사적지로 등록되었다.